# Aeronautica (Angola)
Aeronáutica (también conocida como Gira Globo Lda Aeronautica) es una aerolínea con base en Luanda, Angola. Efectuaba vuelos chárter de carga y pasajeros en Angola. Su base principal es el Aeropuerto Quatro de Fevereiro, Luanda.

## Lista negra
Esta aerolínea aparece en la lista europea de aerolíneas prohibidas que implica que no puede operar en Europa por razones de seguridad.

## Historia
La aerolínea fue fundada en 2001 y es propiedad de GVA-Investimentos, SARL.

## Flota
La flota de Aeronáutica se compone de los siguientes aviones (en marzo de 2007):
- 1 Antonov An-32
- 1 Raytheon Beech King Air 200
- 1 Raytheon Beech King Air B200